# Festival Nacional de la Voz y Canto Manuel F. Zárate
El Festival Nacional de la Voz y Canto Manuel F. Zárate es un certamen estudiantil folclórico que data desde 1980 en la República de Panamá. Cada año, en todos los centros de educación secundaria se celebra este tradicional evento.

## Modalidades interpretadas
Entre las modalidades que se exponen en este festival está: el grito, la saloma, la cumbia panameña, el tambor, juegos y rondas, la décima, cantos religiosos y otras.

## Requisitos en las interpretaciones
Entre los requisitos que se toman en cuenta para participar estaban la entonación, autenticidad, dicción, tono de voz, entre otros.
- Canto de mejorana: los torrentes pueden ser mesano, mesano trasplantado, gallino, zapatero, valdivieso, poncho, llanto, son maría, entre otros.[3]

- Saloma: puede ser de amor, camino, fiesta, junta, entre otras.[3]

- Grito: el estilo debe ser identificado, ya sea por su nombre o región geográfica. Por ejemplo, pueden ser de japeo, montañero, bajeño, trabajo, de quema, embarra, etc.[3]

- Canto religioso: representa la tradición folclórica panameña. Los cantos deben ser de raíces folclóricas, preferiblemente en vías de extinción, como por ejemplo: Rosario de la Aurora y Velorio de la Cruz.[3]

- Cantos y rondas: aquí entran los juegos: Mirón Mirón, Ato Ambo, La Pájara Pinta, El Florón, El Marinero.[3]

- Tambor: se toma en cuenta el tamborito norte y corrido, el darienita, costeño (congos), San Miguel (tambor de guitarra, bufón de faena).[3]

## Versiones del festival
| Versión | Año  | Sede                                                     | Lugar, Provincia | Fecha            |
| ------- | ---- | -------------------------------------------------------- | ---------------- | ---------------- |
| I       | 1980 |                                                          |                  |                  |
| XXV     | 2006 | Centro de convenciones Atlapa                            | Panamá           | 9 de agosto      |
| XXVI    | 2007 | Gimnasio Auditorio de las Tablas                         | Los Santos       |                  |
| XXVII   | 2008 |                                                          | David, Chiriquí  | 22 de agosto     |
| XXVIII  | 2009 | Colegio José Daniel Crespo                               | Chitré, Herrera. |                  |
| XXIX    | 2010 | Teatro Nacional                                          | Panamá           | 27 de agosto     |
| XXX     | 2011 | Gimnasio del colegio José Antonio Remón Cantera (Panamá) | Panamá           |                  |
| XXXI    | 2012 | Hotel Continental (Vía España/Panamá)                    | Panamá           | 14 de Septiembre |

## Ganadores del festival nacional
| Versión | Año  | Nombre del Ganador | Colegio           | Región |
| ------- | ---- | ------------------ | ----------------- | ------ |
| I       | 1980 |                    |                   |        |
| XXVI    | 2007 | Gina Valdés        |                   | Colón  |
| XXVII   | 2008 | Israel Santos      | José Guardia Vega | Colón  |
| XXVIII  | 2009 | Israel Santos      | José Guardia Vega | Colón  |
| XXIX    | 2010 | Israel Santos      | José Guardia Vega | Colón  |

| Versión | Año  | Nombre del Ganador | Colegio                                                | Región  |
| ------- | ---- | ------------------ | ------------------------------------------------------ | ------- |
| I       | 1980 |                    |                                                        |         |
| XXVI    | 2007 |                    |                                                        |         |
| XXVII   | 2008 |                    |                                                        |         |
| XXVIII  | 2009 |                    | Centro de Educación Básica General (CEBG) de Los Pozos | Herrera |

| Versión | Año  | Nombre del Ganador | Colegio                              | Región     |
| ------- | ---- | ------------------ | ------------------------------------ | ---------- |
| I       | 1980 |                    |                                      |            |
| XXVI    | 2007 | Miguel Mela        | Escuela Nocturna Oficial de Veraguas | Veraguas   |
| XXVII   | 2008 |                    |                                      |            |
| XXVIII  | 2009 |                    | C.E.B.G de Valle Riquito             | Los Santos |

| Versión | Año  | Nombre del Ganador | Colegio                           | Región |
| ------- | ---- | ------------------ | --------------------------------- | ------ |
| I       | 1980 |                    |                                   |        |
| XXVI    | 2007 | Karina Castro      | Colegio Manuel María Tejada Roca  |        |
| XXVII   | 2008 |                    |                                   |        |
| XXVIII  | 2009 |                    | colegio Rafael A. Quintero de Ocú | Coclé  |

| Versión | Año  | Nombre del Ganador | Colegio           | Región     |
| ------- | ---- | ------------------ | ----------------- | ---------- |
| I       | 1980 |                    |                   |            |
| XXVI    | 2007 | Meylín Hernández   |                   | Los Santos |
| XXVII   | 2008 | Israel Santos      | José Guardia Vega | Colón      |
| XXVIII  | 2009 | Israel Santos      | José Guardia Vega | Colón      |
| XXIX    | 2010 | Israel Santos      | José Guardia Vega | Colón      |

| Versión | Año  | Nombre del Ganador | Colegio              | Región     |
| ------- | ---- | ------------------ | -------------------- | ---------- |
| I       | 1980 |                    |                      |            |
| XXVI    | 2007 | Meylín Hernández   |                      | Los Santos |
| XXVII   | 2008 | Israel Santos      | José Guardia Vega    | Colón      |
| XXVIII  | 2009 |                    | Academia Santa María | Colón      |
| XXIX    | 2010 | Israel Santos      | José Guardia Vega    | Colón      |

| Versión | Año  | Nombre del Ganador | Colegio          | Región   |
| ------- | ---- | ------------------ | ---------------- | -------- |
| I       | 1980 |                    |                  |          |
| XXVI    | 2007 | La tía Clementina  | Instituto Urracá | Veraguas |
| XXVII   | 2008 |                    |                  |          |
| XXVIII  | 2009 | ---                | ---              | ---      |